# 須田鷹雄
須田 鷹雄（すだ たかお、1970年6月8日 - ）は、日本の競馬評論家。
本名は下坂 昇平（しもさか しょうへい）。東京都出身。麻布高校、東京大学経済学部卒業。
ペンネームの「須田鷹雄」は競走馬のスダホークと東大馬術部の練習場がある東京都三鷹市に由来する。血液型A型。
おもに競馬ライター（競馬評論家）として各種連載や著作執筆のほか、テレビ、ラジオにも出演。競馬関係の番組や格闘技番組（K-1 JAPANなど）の放送作家を務めるなど幅広い分野で活動している。

## 経歴
大学在学中の1990年に別冊宝島『競馬ダントツ読本』でライターとしてデビュー。1994年にはJR東日本に就職する。就職活動の際、面接した人間が吉沢宗一 の実兄だったというエピソードがある。JR東日本ではJRA・中山競馬場最寄り駅の西船橋駅に勤務。当時のサラリーマン生活を、本人は著作の中で「副業」と表現している。また「競馬の神様」大川慶次郎がその「副業」ぶりを観に行ったことがあるという。
1996年にJR東日本を退社。血統評論家の田端到が社長を務める有限会社ドラゴンプレスに所属する。須田も、学生・サラリーマン時代はメディアに顔や本名を露出することはなかったが、退社後はライターだけではなくイベントやテレビへの出演などを積極的にこなすようになる。「プロレス激本」（双葉社）の編集チーフを務めたこともあり、1999年には新宿ロフトプラスワンで編集長の黒須田守と共にライバル誌「紙のプロレス」の山口日昇・吉田豪との対決トークライブを行ったこともある。
2000年には個人事務所として有限会社須田鷹雄商店を設立し、取締役社長に就任する。

## 評論活動
大学時代は馬術部に所属しており（髙田万由子の1年先輩にあたる）、騎乗技術に関する評論もある程度行える。
以前は競馬だけでなく競輪についても頻繁に記事を書いていたほか、競艇・オートレースも嗜むため公営競技全般について詳しい。競艇に関しては大村競艇場の「マイルクラブ大村24」に入会しており、2009年現在ゴールド会員。また、マカオやラスベガスのカジノにも頻繁に出かけておりギャンブル全般に詳しい。
ディープインパクトの薬物問題では、フリーの立場でありながらも日本中央競馬会 (JRA) の対応を批判し話題になった。経営に苦しむばんえい競馬の支援にあたっては、ふるさと納税制度を通じた寄付を競馬関係者らに呼びかけ成果を挙げた。
須田の馬券に対するスタンスは「回収率重視」であり、1番人気になるような馬はあまり本命に指名しない。その姿勢はディープインパクトに対してもほとんど本命の印を打たないほど徹底している。

## 趣味・嗜好
- 旅打ちが趣味。国外へも頻繁に出かける。競馬などの公営競技だけでなく、海外のカジノ（特にラスベガス）も守備範囲。2008年1月27日に福山競馬場を訪れたことで「日本の全公営競技場を踏破した」という。それに伴い同日の福山競馬場では第8レースに「須田鷹雄全公営競技場踏破記念」（企業協賛レース扱い）が組まれ、場内外でイベントやキャンペーンが催された[6][7]。
- 障害レースの大ファンであり、ポレールを好きな馬に挙げている。
- プロ野球では阪急ブレーブス時代からのオリックス・バファローズの大ファンで、住まいから遠く離れたグリーンスタジアム神戸の年間予約席を購入していた時期もあった[8]。

## 関連する人物
- 尊敬する人は師匠である井崎脩五郎であり、共著で書物を執筆することもある。井崎との縁は長く、長男・次男の家庭教師をしたこともあったという（学生時代の著作では家庭教師のことも「副業」と書いている）。なお、須田のブログでは長男の家庭教師をしていた時期はすでに共著で「ウマ家」を書いていた頃と記している[9]。大学時代にライターデビューの口利きをしたのも井崎である。
- 鈴木淑子がパーソナリティを務めた『走れ!歌謡曲』のハガキ職人でもあった。
- 馬主の鈴木隆司と親交があり、競走馬の購買に関するアドバイスも行っている[10]。またJRA調教師の小笠倫弘は東大馬術部の後輩。
- 競馬通としても知られる衆議院議員の柿沢未途とは中学・高校の同窓生に当たる。

## エピソード
- 数年前からスターアライアンスのゴールドメンバーで、特に2009年以降はANAマイレージクラブのダイヤモンドサービス対象者となっている。このため、海外への移動には基本的にスターアライアンス系列の航空会社を利用するほか（本人いわく「スタアラの奴隷」[11]）、日本国内でも飛行機での移動はほとんど全日空を使う。
- 下戸であり、酒を飲まない。ただし、酒の席を拒むわけではない。
- 通常ばんえい記念当日の帯広競馬場では企業協賛競走以外の協賛競走は行われないが、2011年は東日本大震災の影響で協賛を自粛・協賛撤回する企業が多く埋まらなかったレースがあったため、主催者から須田のところに要請があり、協賛レース「須田鷹雄商店復興支援とかち駿馬賞」が実施された。ただし、須田本人はドバイにいたため表彰式には参加していない。
- 1994年の日本ダービーでは、大本命馬のナリタブライアン（1着）がいるにもかかわらず、ペーパーオーナーゲームの所有馬エアダブリン（2着）とノーザンポラリス（5着）の単勝を各10万円、両馬の馬連を10万円購入していた。当時、須田はサラリーマンであり、30万円は当時の月収をはるかに上回る金額であった。なおこの時のペーパーオーナーゲームで、ドラフト時はまだ馬名すら決まっていなかった「パシフィカスの91（ナリタブライアン）」を選択した井崎脩五郎に一人勝ちされた、と著作内で述べている。
- 2012年4月29日の開催（天皇賞（春）の開催日）において、WIN5で2500万円超の高額配当を的中させた[12][13]。本人曰く「競馬マスコミ人が公表した的中実績の中では過去最高記録ではないか」とのこと[注 2]。

## 主な出演

### 現在出演中の番組
- KEIBAコンシェルジュ（グリーンチャンネル、不定期出演）
- BSイレブン競馬中継（BS11、土曜不定期出演、2013年 - ）
- 須田と広橋マニアックすぎて伝わらないケイバ選手権（ニコニコ生放送、不定期出演、2013年 - ）

### 降板・終了した番組
- クラシックパーク（グリーンチャンネル）
- データでVAN VAN!（グリーンチャンネル）
- RIDE ON 22（グリーンチャンネル、2006年1月 - 2007年12月）
- 競馬大王（BSフジ）
- ウィークエンド・パドック（ラジオたんぱ）
- 酔いどれない競馬（フジテレビ739）
- アジア競馬の歩き方（グリーンチャンネル「Odds On TV!」）
- さすらいの競馬ギャンブラー!旅情篇（MONDO21）
- 競馬予想TV!（フジテレビ739・BSフジ（放送当時））[15]
- ドラマチック競馬（北海道文化放送、2009年まで）
- 須田鷹雄プロデュース・勝ちそーテレビ（岩手めんこいテレビ）[16]
- BSフジ競馬中継（BSフジ、独自放送時、2012年まで）

### ゲーム
- ウイニングポスト9シリーズ（2019年3月28日、コーエーテクモゲームス）- 須田鷹雄 役（実名で登場）

## おもな著作
- もうひとつのダビスタワールド（アスペクト）- 競馬ゲーム『ダービースタリオン』シリーズで「最強馬」作りが目標とされていたのに対し、この本では逆に「最弱馬」（ひたすら弱い競走馬）を徹底的に生産しようとする企画が行われた。
- 負け馬の遠吠え（双葉社）
- バンキシュ!（光文社）
- 須田鷹雄の新理論「ガラット」（東邦出版）
- POGの達人シリーズ（光文社）
- いい日、旅打ち。公営ギャンブル行脚の文化史（中公新書ラクレ）
- 世界の中心で馬に賭ける 海外競馬放浪記（中央公論新社）

### 井崎脩五郎と共著
- ウマ家でわかる馬ゴコロ（ワニブックス）
- 「もしも」で変わる馬人生（ワニブックス）
- 新「ウマ家」の謎（ザ・マサダ）
- 完全「ウマ家」大事典（廣済堂出版）
- 「最重要ウマ問題」裏議事録（ザ・マサダ）
- 珍馬怪記録うま大全（ザ・マサダ）